# Taça CERS de 2015–16
A Taça CERS de 2015–16 foi a 36ª edição da Taça CERS organizada pela CERH, disputada por 30 equipas de 7 federações nacionais.
O seu sorteio realizou-se em 6 de setembro de 2015 na Cidade do Luso. .
O Sporting CP e Reus Deportiu ficaram automaticamente apuradas para os oitavos de final.
O OC Barcelos venceu a competição pela segunda vez competitiva.

## Equipas da Taça CERS 2015–16
Equipas qualificadas: 
| Espanha                                                                | Itália                                                                             | Alemanha                                                                                            | Portugal                                                        | Suíça                                                              | França                                               | Áustria                                    |
| ---------------------------------------------------------------------- | ---------------------------------------------------------------------------------- | --------------------------------------------------------------------------------------------------- | --------------------------------------------------------------- | ------------------------------------------------------------------ | ---------------------------------------------------- | ------------------------------------------ |
| - Reus Deportiu - CP Cerceda - PAS Alcoy - CP Vilafranca - CP Voltrega | - ASH Sarzana - ASDP Matera - ASDH Amatori Lodi - ASD Pieve 010 - Follonica Hockey | - TuS Dusseldorf-Nord - RSC Darmstadt - SK Germania Herringen - RSC Cronenberg - SC Bison Calenberg | - Sporting CP - Ass. Juventude de Viana - OC Barcelos - Turquel | - RSC Uttigen - RHC Diessbach - Montreux HC - RHC Uri - Geneve RHC | - US Coutras - SCRA Saint Omer - LV La Roche Sur Yon | - RHC Wolfurt - RHC Dornbirn - RHC Villach |

## Pré-Eliminatória
As duas mãos da Pré-eliminatória foram disputados nos dias 24 de Outubro e 28 de Novembro de 2015. 
| Equipe 1               | Total | Equipe 2            | 1.º jogo | 2.º jogo |
| ---------------------- | ----- | ------------------- | -------- | -------- |
| ASH Sarzana            | 6–4   | TuS Dusseldorf-Nord | 3–1      | 3–3      |
| US Coutras             | 8–2   | RHC Diessbach       | 2–0      | 6–2      |
| OC Barcelos            | 32–3  | RHC Villach         | 16–2     | 16–1     |
| ASDP Matera            | 8–3   | CP Cerceda          | 5–1      | 3–2      |
| ASDH Amatori Lodi      | 15–7  | LV La Roche Sur Yon | 8–3      | 7–4      |
| CP Voltrega            | 5–7   | SCRA Saint Omer     | 3–2      | 2–5      |
| RHC Wolfurt            | 3–20  | HC Turquel          | 0–12     | 3–8      |
| RSC Uttigen            | 16–10 | SC Bison Calenberg  | 9–3      | 7–7      |
| RSC Darmstad           | 8–9   | ASD Pieve 010       | 6–3      | 2–6      |
| Ass. Juventud de Viana | 17–6  | RHC Dornbirn        | 11–3     | 6–3      |
| Geneve RHC             | 6–10  | PAS Alcoy           | 5–4      | 1–6      |
| CP Vilafranca          | 12–2  | Montreux HC         | 9–0      | 3–2      |
| SK Germania Herringen  | 6–11  | Follonica Hockey    | 3–4      | 3–7      |
| RSC Cronenberg         | 12–9  | RHC Uri             | 8–3      | 4–5      |

## Fase Final
|  | Oitavos-de-final               | Oitavos-de-final               | Oitavos-de-final               | Oitavos-de-final               |    |               | Quartos-de-final            | Quartos-de-final            | Quartos-de-final            | Quartos-de-final            |  |          | Meias-Finais | Meias-Finais |            |   | Final     | Final     |
|  | 12 de Dezembro e 16 de Janeiro | 12 de Dezembro e 16 de Janeiro | 12 de Dezembro e 16 de Janeiro | 12 de Dezembro e 16 de Janeiro |    |               | 6 de Fevereiro e 3 de Março | 6 de Fevereiro e 3 de Março | 6 de Fevereiro e 3 de Março | 6 de Fevereiro e 3 de Março |  |          | 30 de Abril  | 30 de Abril  |            |   | 1 de Maio | 1 de Maio |
|  |                                |                                |                                |                                |    |               |                             |                             |                             |                             |  |          |              |              |            |   |           |           |
|  | Sarzana                        | 5                              | 3                              | 8                              |    |               |                             |                             |                             |                             |  |          |              |              |            |   |           |           |
|  | Uttigen                        | 3                              | 3                              | 6                              |    |               |                             |                             |                             |                             |  |          |              |              |            |   |           |           |
|  | Uttigen                        | 3                              | 3                              | 6                              |    | Sarzana       | 2                           | 3                           | 5                           |                             |  |          |              |              |            |   |           |           |
|  |                                |                                |                                |                                |    | Sarzana       | 2                           | 3                           | 5                           |                             |  |          |              |              |            |   |           |           |
|  |                                | Sporting                       | 8                              | 10                             | 18 |               |                             |                             |                             |                             |  |          |              |              |            |   |           |           |
|  | Cronenberg                     | Sporting                       | 8                              | 10                             | 18 | 5             | 3                           | 8                           |                             |                             |  |          |              |              |            |   |           |           |
|  | Cronenberg                     |                                |                                |                                |    | 5             | 3                           | 8                           |                             |                             |  |          |              |              |            |   |           |           |
|  | Sporting                       | 17                             | 19                             | 39                             |    |               |                             |                             |                             |                             |  |          |              |              |            |   |           |           |
|  | Sporting                       | 17                             | 19                             | 39                             |    |               |                             |                             |                             |                             |  | Sporting | 1 (1)        |              |            |   |           |           |
|  |                                |                                |                                |                                |    |               |                             |                             |                             |                             |  | Sporting | 1 (1)        |              |            |   |           |           |
|  |                                | Vilafranca                     | 1 (2)                          |                                |    |               |                             |                             |                             |                             |  |          |              |              |            |   |           |           |
|  | HC Turquel                     | Vilafranca                     | 1 (2)                          | 2                              | 5  | 7             |                             |                             |                             |                             |  |          |              |              |            |   |           |           |
|  | HC Turquel                     |                                |                                | 2                              | 5  | 7             |                             |                             |                             |                             |  |          |              |              |            |   |           |           |
|  | Reus Deportiu                  | 3                              | 7                              | 10                             |    |               |                             |                             |                             |                             |  |          |              |              |            |   |           |           |
|  | Reus Deportiu                  | 3                              | 7                              | 10                             |    | Reus Deportiu | 2                           | 1                           | 3                           |                             |  |          |              |              |            |   |           |           |
|  |                                |                                |                                |                                |    | Reus Deportiu | 2                           | 1                           | 3                           |                             |  |          |              |              |            |   |           |           |
|  |                                | Vilafranca                     | 1                              | 3                              | 4  |               |                             |                             |                             |                             |  |          |              |              |            |   |           |           |
|  | Juv. Viana                     | Vilafranca                     | 1                              | 3                              | 4  | 3             | 3                           | 6                           |                             |                             |  |          |              |              |            |   |           |           |
|  | Juv. Viana                     |                                |                                |                                |    | 3             | 3                           | 6                           |                             |                             |  |          |              |              |            |   |           |           |
|  | Vilafranca                     | 3                              | 5                              | 8                              |    |               |                             |                             |                             |                             |  |          |              |              |            |   |           |           |
|  | Vilafranca                     | 3                              | 5                              | 8                              |    |               |                             |                             |                             |                             |  |          |              |              | Vilafranca | 3 |           |           |
|  |                                |                                |                                |                                |    |               |                             |                             |                             |                             |  |          |              |              |            | 3 |           |           |
|  |                                | OC Barcelos                    | 6                              |                                |    |               |                             |                             |                             |                             |  |          |              |              |            |   |           |           |
|  | PAS Alcoy                      | OC Barcelos                    | 6                              | 4                              | 3  | 7             |                             |                             |                             |                             |  |          |              |              |            |   |           |           |
|  | PAS Alcoy                      |                                |                                | 4                              | 3  | 7             |                             |                             |                             |                             |  |          |              |              |            |   |           |           |
|  | Matera                         | 3                              | 5                              | 8                              |    |               |                             |                             |                             |                             |  |          |              |              |            |   |           |           |
|  | Matera                         | 3                              | 5                              | 8                              |    | Matera        | 10                          | 2                           | 12                          |                             |  |          |              |              |            |   |           |           |
|  |                                |                                |                                |                                |    | Matera        | 10                          | 2                           | 12                          |                             |  |          |              |              |            |   |           |           |
|  |                                | Cremona                        | 0                              | 4                              | 4  |               |                             |                             |                             |                             |  |          |              |              |            |   |           |           |
|  | Cremona                        | Cremona                        | 0                              | 4                              | 4  | 2             | 4                           | 6                           |                             |                             |  |          |              |              |            |   |           |           |
|  | Cremona                        |                                |                                |                                |    | 2             | 4                           | 6                           |                             |                             |  |          |              |              |            |   |           |           |
|  | Saint Omer                     | 2                              | 3                              | 5                              |    |               |                             |                             |                             |                             |  |          |              |              |            |   |           |           |
|  | Saint Omer                     | 2                              | 3                              | 5                              |    |               |                             |                             |                             |                             |  | Matera   | 3 (1)        |              |            |   |           |           |
|  |                                |                                |                                |                                |    |               |                             |                             |                             |                             |  | Matera   | 3 (1)        |              |            |   |           |           |
|  |                                | OC Barcelos                    | 3 (2)                          |                                |    |               |                             |                             |                             |                             |  |          |              |              |            |   |           |           |
|  | OC Barcelos                    | OC Barcelos                    | 3 (2)                          | 7                              | 12 | 19            |                             |                             |                             |                             |  |          |              |              |            |   |           |           |
|  | OC Barcelos                    |                                |                                | 7                              | 12 | 19            |                             |                             |                             |                             |  |          |              |              |            |   |           |           |
|  | US Coutras                     | 7                              | 3                              | 10                             |    |               |                             |                             |                             |                             |  |          |              |              |            |   |           |           |
|  | US Coutras                     | 7                              | 3                              | 10                             |    | OC Barcelos   | 8                           | 6                           | 14                          |                             |  |          |              |              |            |   |           |           |
|  |                                |                                |                                |                                |    | OC Barcelos   | 8                           | 6                           | 14                          |                             |  |          |              |              |            |   |           |           |
|  |                                | Amatori Lodi                   | 4                              | 6                              | 10 |               |                             |                             |                             |                             |  |          |              |              |            |   |           |           |
|  | Amatori Lodi                   | Amatori Lodi                   | 4                              | 6                              | 10 | 2             | 4                           | 6                           |                             |                             |  |          |              |              |            |   |           |           |
|  | Amatori Lodi                   |                                |                                |                                |    | 2             | 4                           | 6                           |                             |                             |  |          |              |              |            |   |           |           |
|  | Follonica                      | 2                              | 2                              | 4                              |    |               |                             |                             |                             |                             |  |          |              |              |            |   |           |           |

## Final Four
Todos os horários indicados encontram-se no horário de Portugal Continental.

### Meias Finais
| 30 Abril | Matera                                                                 | 3-3       | OC Barcelos                                                                    | Pavilhão Municipal de Barcelos               |
| 19:00    | 1-2 Juan Lopez 30' · 2-2 Valerio Antezza 37' · 3-3 Valerio Antezza 41' | relatório | 0–1 Reinaldo Ventura 20' · 0–2 Reinaldo Ventura 25' · 2-3 Reinaldo Ventura 40' | Árbitro: Jose Gomez (ESP), Juan Melero (ESP) |

|                                                                               |     | Penalidades                                            |  |
| Mattia Ghirardello Jonathan Cellura Gonzalo Romero Juan Lopez Valerio Antezza | 1-2 | Reinaldo Ventura Pedro Mendes Miguel Vieira Hugo Costa |  |

| 30 Abril | Sporting           | 1-1       | Vilafranca         | Pavilhão Municipal de Barcelos                    |
| 21:45    | 1–0 Luís Viana 23' | relatório | 1–1 Rocasalbas 26' | Árbitro: Franco Ferrari (ITA), Mateo Galopi (ITA) |

|                                                                |     | Penalidades                                                             |  |
| Luís Viana Daniel Oliveira Tiago Losna Ricardo Figueira Ábalos | 1-2 | Eduard Férnandez Joan Vázquez Marc Navarro Jordi Galan Roger Rocasalbas |  |

### Final
| 1 Maio | Vilafranca                                                       | 3-6       | OC Barcelos | Pavilhão Municipal de Barcelos                         |
| 18:30  | 1–0 Rocasalbas 1.32' · 2–1 Vazquez 5.57' · 3–5 Rocasalbas 29.58' | relatório | 1–1 Costa 5.49' · 2–2 Querido 10.16' · 2–3 Costa 13.41' · 2–4 Querido 19.34' · 2–5 Guimarães 20.20' · 3–6 Querido 46.42' | Público: 1 670 Árbitro: Franco Ferrarri, Mateo Galoppi |

| OC BARCELOS (2º) |
|                  |

## Ligações Externas
- CERH website
- CERH twitter

### Internacional
- Ligações para todos os sítios de hóquei
- Mundook- Sítio com notícias de todo o mundo do hóquei
- Hoqueipatins.com - Sítio com todos os resultados de Hóquei em Patins